# Хаджигандж
Хаджигандж (бенг. হাজীগঞ্জ, англ. Hajiganj) — город на востоке Бангладеш, административный центр одноимённого подокруга. Площадь города равна 20,03 км². По данным переписи 2001 года, в городе проживало 42 254 человек, из которых мужчины составляли 51,81 %, женщины — соответственно 48,19 %. Плотность населения равнялась 2110 чел. на 1 км². Уровень грамотности населения составлял 43,7 % (при среднем по Бангладеш показателе 43,1 %). 